# Cephalozia badia
Cephalozia badia là một loài rêu tản trong họ Cephaloziaceae. Loài này được (Gottsche) Stephani miêu tả khoa học lần đầu tiên năm 1908.